# Volkswagen Talagon
La Volkswagen Talagon (cinese 大众 揽 境; pinyin Dàzhòng Lǎnjìng) è un'autovettura di tipo crossover SUV di fascia alta prodotta dalla casa automobilistica Volkswagen a partire dal 2021, attraverso la joint venture sino-tedesca
FAW-Volkswagen.

## Descrizione
La Talagon è un SUV di grandi dimensioni realizzato appositamente per il mercato cinese ed è il più grande modello di SUV prodotto dall'azienda oltre che il più grande veicolo costruito sulla Piattaforma Volkswagen MQB.
La vettura è stata presentata in anteprima sotto forma di concept car con il nome di SMV nell'aprile 2019. La versione di serie è stata presentata al salone di Shanghai nell'aprile 2021. Il veicolo si basa sulla piattaforma modulare MQB nella sua configurazione più lunga, condividendo parte della componentistica con l'Atlas, del quale è leggermente più lungo di circa 110 mm e 12 mm più largo.
Al lancio le motorizzazioni sono: un turbo da 2,0 litri con 186 CV e 220 CV, che sono chiamati 330 TSI e la 380 TSI, e da un 2,5 litri VR6 da 300 CV chiamato "530 V6". Tutti i propulsori sono abbinati a una trasmissione DSG a 7 velocità.